# Собор Христа Спасителя в Цаленджихе
Собор Христа Спасителя в Цаленджихе  (груз. წალენჯიხის მაცხოვრის საკათედრო) является средневековой церковью  в городе Цаленджиха, Самегрело и Земо-Сванетского края, что в Грузии.
Собор находится в ведении Зугдидской и Цаишской епархии Грузинской Православной Церкви. Цаленджихский собор известен уникальным циклом росписей, выполненных в так называемом палеологовском стиле приглашённым из Константинополя мастером.

## Географическое положение
Церковь расположена в Западной Грузии, на территории Самегрело и Земо-Сванетского края, в 30 км от Зугдиди, на берегу реки Чанисцкали, на низком холме, в городе Цаленджиха.

## История и архитектура
Построенный в XII—XIV столетиях, Цаленжихский собор является крестово-купольным храмом с нартексом и тремя аркадными галереями, из которых две находящиеся на южной и северной сторонах храма были преобразованы в семейную часовню рода Дадиани, правителей Мегрельского княжества. Церковь окружена стеной с двухэтажной колокольней в северо-западном углу. В западном углу двора сохранились руины дворца Дадиани. На запад от церкви прорыт подземный ход, 40-50 метров в длину и 3-4 метра в высоту. В XIX веке положен новый пол. В период между 1960 −1980 годами, церковь была частично отремонтирована, а фрески, находящиеся в аварийном состоянии, законсервированы.

## Фрески
Двуязычная греко-грузинская надпись на юго-западном столбе храма, говорит, что храм расписан Мануилом Евгеником, византийским художником из Константинополя, нанятым Вамехом Дадиани (правил 1384—1396), высокопоставленным грузинским чиновником (мандатуррукхутсеси — министр внутренних дел). В грузинской надписи на северо-западном столбе упоминаются два других лица — Махаробели Квабалия и Андроник Габисулава — посланные привезти греческого художника в Грузию. В XVII веке старые фрески были поновлены по приказу епископа Евдемона Джаиани, в то время как при Левана II Дадиани интерьер прилегающей к храму часовни был покрыт новыми фресками. Из этих поздних живописных дополнений до нашего времени дошли только фрагменты, среди которых — портрет семьи Левана Дадиани на южной стене часовни.
Роспись мастера Евгеника является один из лучших примеров позднего Палеологовского Ренессанса . Иконографическая программа настенной живописи церкви сложна и очень интересна, в том числе многими темами, не обычными для средневековой грузинской живописи. Наряду с греческими надписями, фрески на арках подписаны по-грузински. По-видимому, местные художники помогали известному греческому мастеру.
Сейчас фрески находятся под угрозой исчезновения и нуждаются в чрезвычайной охране и реставрации.